# One Court Square
One Court Square, auch Citigroup Building, ist ein Wolkenkratzer im Stadtteil Long Island City im Stadtbezirk Queens in New York City. Benannt ist das Gebäude nach seiner Adresse, die 1 Court Square lautet. Ein weiterer Name ist Citigroup Building, es ist jedoch nicht mit dem ebenfalls in New York befindlichen Citigroup Center zu verwechseln.
Das 50-stöckige Bauwerk wurde im Jahr 1990 fertiggestellt. Geplant wurde es vom Architekturbüro Skidmore, Owings and Merrill. Das nach außen in einem Blau-Grün-Ton schimmernde Bauwerk ist 205,1 Meter hoch. Damit war es das höchste Gebäude in New York City außerhalb von Manhattan, bis zunächst Anfang 2019 der 220 m hohe Brooklyn Point in Brooklyn und schließlich im Oktober 2019 der unweit in Queens gelegene 237 Meter hohe Skyline Tower diesen Titel übernahmen. Mit Stand 2024 verbleibt es das fünfthöchste Gebäude in Queens und das siebthöchste Gebäude auf Long Island bzw. außerhalb von Manhattan.
Ursprünglich ließ die Citigroup das Gebäude errichten, verkaufte es jedoch später. Daher kommt auch der Zweitname Citigroup Building.

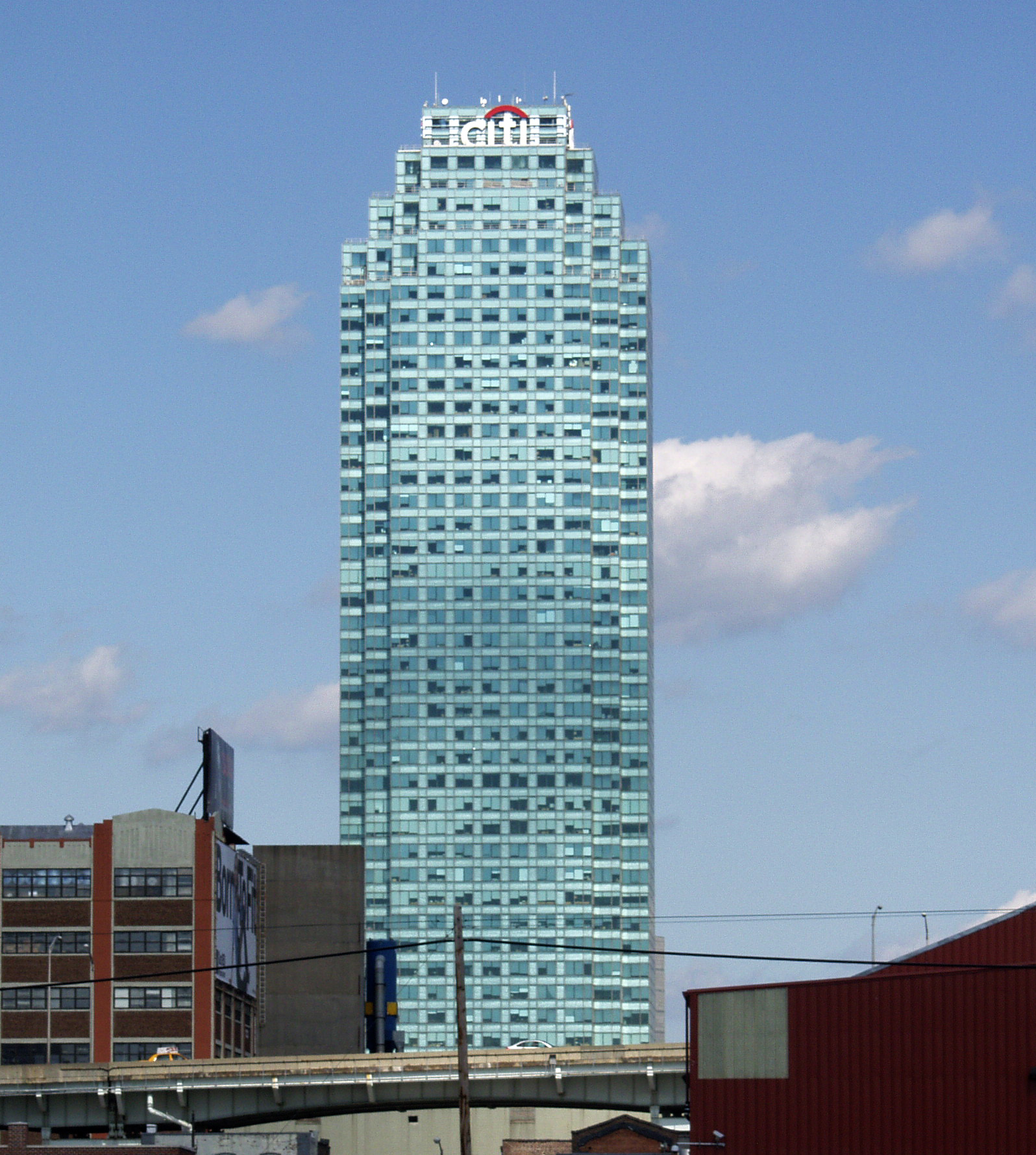
Oberer Teil des One Court Squares

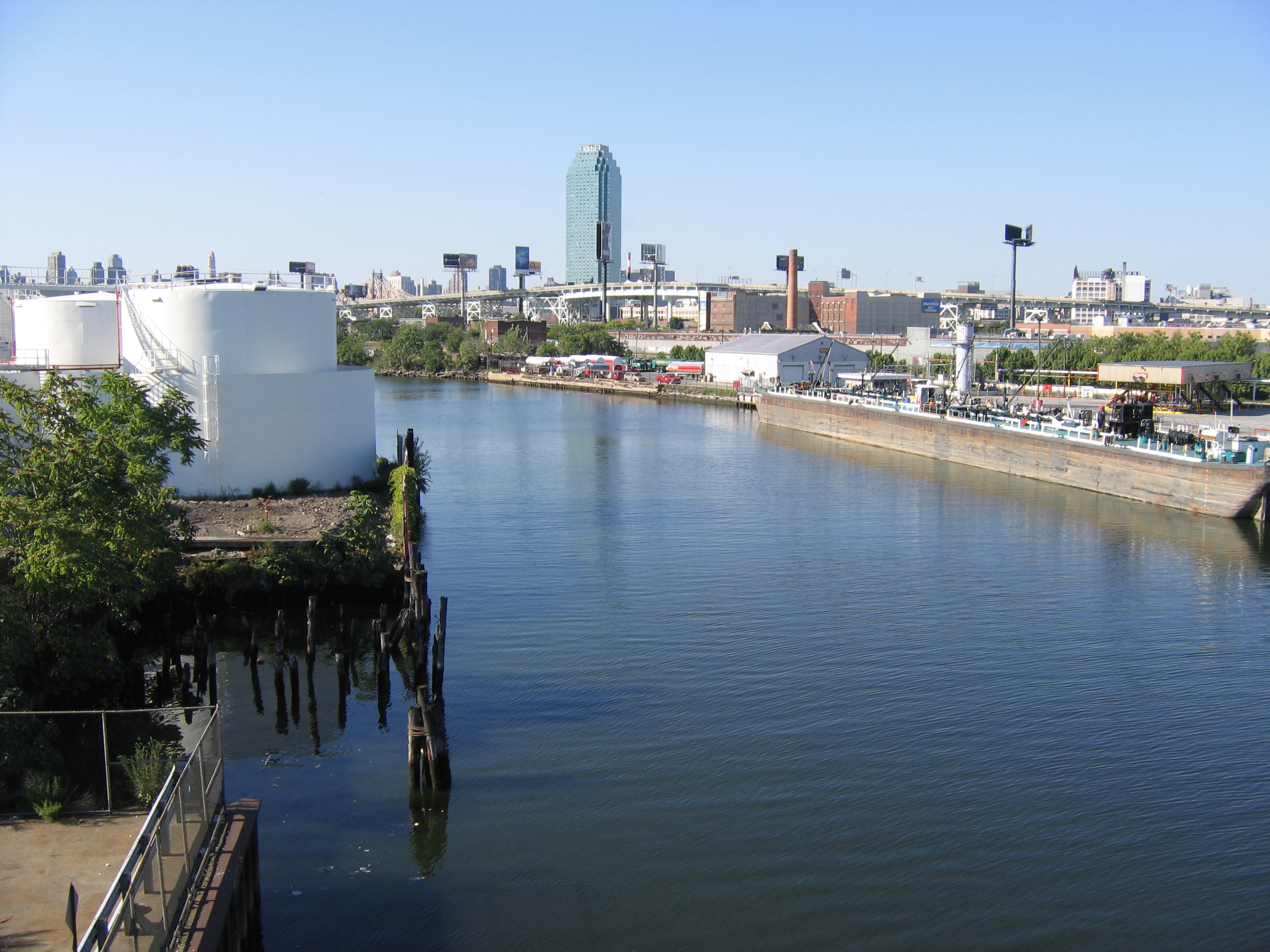
Blick von der John Jay Byrne Bridge, Greenpoint, Brooklyn